# When The Levee Breaks
A When the Levee Breaks az Odaát című televíziós sorozat negyedik évadjának huszonegyedik epizódja.

## Cselekmény
Miután bezárták Samet Bobby házának pánikszobájába, a fiút a démonvér hiányában hallucinációk kezdik gyötörni; először Alastair jelenik meg és kezdi kínozni, ezután anyjával kezd beszélgetni, majd gyermekkori énje tűnik fel, és dorgálja meg, amiért ilyen életet szánt neki. Ez idő alatt Dean és Bobby azon tanakodnak, mit tegyenek Sammel, ám Bobby hiába hozza fel az ötletet, hogy engedjék el, hiszen rengeteg démonnal lenne képes végezni, Dean ezt nem engedi. Bobby kap egy telefonhívást régi barátjától, Rufus Turnertől, akitől borzasztó híreket kap: már csak néhány pecsét maradt hátra az Apokalipszis kezdetéig.
Éjjel Dean a roncstelepen találkozik Castiellel, és megkérdi tőle, mi volt az a fontos dolog, amit Mennybe toloncolása előtt el akart mondani, ám az angyal azt feleli, már nem fontos. Dean szóba hozza, hogy Samnek kell megölnie Lilith-tet, mire Cas közli vele, hogy ez esetben a fiúnak annyi démonvért kellene innia, hogy ő maga is szörnyeteggé válna, csakhogy ennek nem muszáj így lennie; a démonnal Dean is végezhetne. Hogy megmentse öccsét, Dean letesz egy esküt, miszerint be fogja teljesíteni Isten és az angyalok kérését, és ő fogja megállítani az Apokalipszist.
Sam a pánikszobában egyre jobban szenved, ezért bátyja és Bobby egy ágyhoz kötözik, majd magára hagyják. Ekkor újabb hallucináció jön; Dean provokálni kezdi őt és szörnyetegnek nevezi. A kötelékek nem sokkal később feloldanak, és a szoba ajtaja is kinyílik, így a fiú elhagyja a roncstelepet, majd autót lop, és az észak-dakotai Jamestownba utazik, ahol egy hotelszobában találkozik Ruby-val. Sam azonnal nekiesik, és a démonlány karját felvágva, feltölti erejét annak vérével. Bobby-ék időközben észreveszik Sam eltűnését, és miután Bobby a lopott autó alapján kinyomozza, hol tartózkodik, Dean a keresésére indul.
Másutt, Castiel egy várost bámul egy kilátóról, amikor Anna jelenik meg előtte, és közli vele; nem szabadott volna kiengednie Samet. Az angyal válaszul azt feleli, neki nem szabadna itt lennie, mire két fajtabeli tűnik fel és egy villanással elviszik Annát a helyszínről. Miután végzett az "ivással", Sam fejleményeket tud meg Ruby-tól, köztük, hogy az utolsó pecsétet csak maga Lilith tudja feltörni, ám hogy Sam meg tudja ölni, először meg kell találni, az egyetlen nyomuk pedig, ahogy Ruby mondja, "Lilith személyi séfje", egy démon, aki csecsemőkkel táplálkozik.
Dean még aznap este betoppan a motelszobába, és a démonölő tőrrel Ruby-ra támad, ám végül feltűnik Sam, aki közéjük áll és elküldi Ruby-t, míg ő maga beszél fivérével. Dean egyre csak azt hajtogatja, Ruby-val nem fog társulni, így választás elé állítja öccsét: vagy ő, vagy a démonlány. A fiú az utóbbit választja, mire Dean a korábbi látomáshoz hasonlóan szörnynek nevezi, ebből kifolyólag pedig verekedés alakul ki köztük. A bunyóból Sam kerül ki győztesen; elvert bátyját magára hagyja a szétvert bútorokkal teli szobában...

## Természetfeletti lények

### Démonok
A démonokat a folklórban, mitológiában és a vallásban egyaránt olyan természetfeletti lényként, gonosz szellemként írják le, melyeket meg lehet idézni, és irányítani is lehet. Közeledtüket általában elektromos zavarok jelzik, maguk mögött pedig ként hagynak.

### Angyalok
Az angyalok Isten katonái, aki időtlen idők óta védelmezik az emberiséget. Eme teremtményeknek hatalmas szárnyaik vannak, emberekkel azonban csak emberi testen keresztül képesek kapcsolatba lépni, ugyanis puszta látványuk nemcsak az emberek, de még a természetfeletti lények szemét is kiégetik, hangjuk pedig fülsiketítő. Isteni képességük folytán halhatatlanok.

## Időpontok és helyszínek
- 2009. ?

– Sioux Falls, Dél-Dakota
– Jamestown, Észak-Dakota

## Külső hivatkozások
- Supernatural-When the Levee Breaks az Internet Movie Database oldalon (angolul)